# Козацький човен (срібна монета)
«Коза́цький чо́вен» — пам'ятна срібна монета номіналом 20 гривень, випущена Національним банком України, присвячена гребним човнам XVIII ст., що були основою козацьких флотилій. У Національному заповіднику «Хортиця» зберігаються судна першої половини XVIII ст. із Дніпровської флотилії, що були підняті із дна Дніпра протягом останніх десяти років.
Монету введено в обіг 20 грудня 2010 року. Вона належить до серії «Морська історія України».

## Опис монети та характеристики
| Номінал грн. | Метал            | Маса, г      | Діаметр, мм | Якість виготовлення | Гурт                           | Тираж, штук |
| ------------ | ---------------- | ------------ | ----------- | ------------------- | ------------------------------ | ----------- |
| 20           | срібло 925 проби | 62,2 / 67,25 | 50,0        | пруф                | гладкий із заглибленим написом | 5 000       |

### Аверс
На аверсі монети розміщено: угорі малий Державний Герб України та напис півколом «НАЦІОНАЛЬНИЙ БАНК УКРАЇНИ», композицію, яка розділена хвилеподібною стрічкою з написом «МОРСЬКА ІСТОРІЯ УКРАЇНИ», у верхній частині — троянду вітрів як символ морських мандрів, у нижній частині — позолочену печатку Війська Запорізького, праворуч над стрічкою — рік карбування монети «2010», унизу — номінал: — «20/ГРИВЕНЬ».

### Реверс

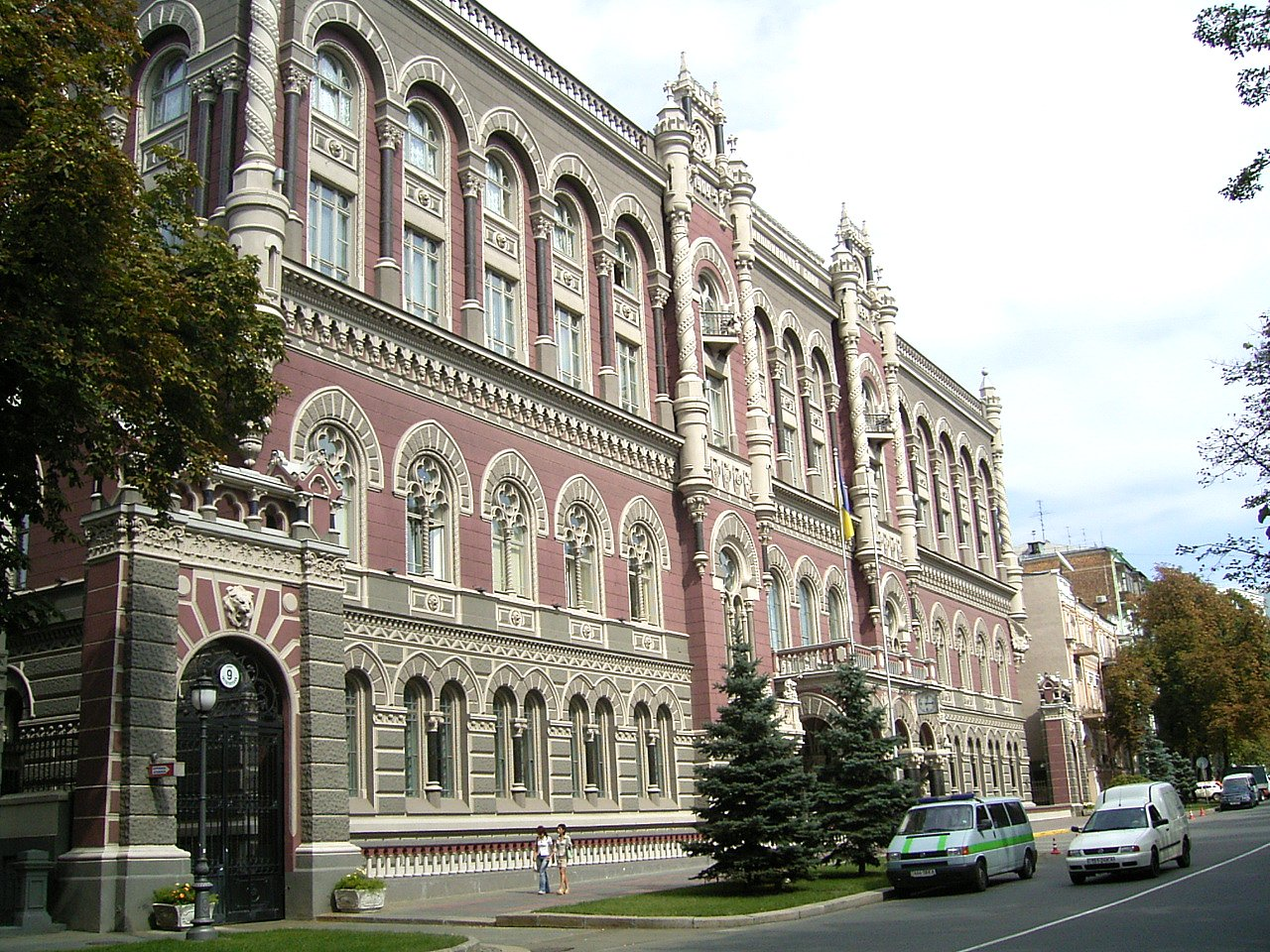
Будівля Національного банку України

На реверсі монети зображено козацький човен першої половини XVIII ст. під вітрилом, ліворуч — чайку, яка символізує морську стихію, та написи: угорі — "КОЗАЦЬКИ"Й/ «ЧОВЕН», унизу — «XVIII ст.»

## Автори
- Художники: Таран Володимир, Харук Олександр, Харук Сергій.
- Скульптори: Атаманчук Володимир, Іваненко Святослав.

## Вартість монети
Ціна монети — 1077 гривень була вказана на сайті Національного банку України в 2012 році.
Фактична приблизна вартість монети з роками змінювалася так:
| Рік        | 2011  | 2012  | 2013  | 2014  | 2015  | 2016  | 2017  | 2018  | 2019  | 2020  | 2021  | 2022  | 2023  | 2024   | 2025   |
| ---------- | ----- | ----- | ----- | ----- | ----- | ----- | ----- | ----- | ----- | ----- | ----- | ----- | ----- | ------ | ------ |
| Ціна, грн. | 1 150 | 1 150 | 1 150 | 1 250 | 3 200 | 2 220 | 2 800 | 2 300 | 2 300 | 2 200 | 4 100 | 4 200 | 6 000 | 11 200 | 15 500 |